# Bernard Katz
Sir Bernard Katz (26. marts 1911 – 20. april 2003) var en tyskfødt biofysiker, som i 1970 delte Nobelprisen i fysiologi eller medicin med Julius Axelrod og Ulf von Euler. Han blev adlet i 1970.
Katz, der var jøde, flygtede i 1935 fra Tyskland til Storbritannien. Under 2. verdenskrig gjorde han tjeneste i Stillehavet.